# Yang Yumin
Yang Yumin (杨玉敏S, Yáng YùmǐnP; 16 maggio 1955) è un ex calciatore cinese, di ruolo centrocampista.

## Carriera

### Club
Ha giocato nella prima divisione cinese.

### Nazionale
Ha rappresentato la nazionale cinese alla Coppa d'Asia nel 1980.

## Palmarès

### Club

#### Competizioni nazionali
- Campionato cinese: 1

Liaoning: 1978